# Спенсер (Индиана)
Спенсер (англ. Spencer) — город и административный центр округа Оуэн в штате Индиана в Соединённых Штатах Америки.
Согласно данным переписи населения США 2020 года число жителей города 
составляло 2454 человек, что, для такого небольшого населённого пункта, существенно больше (+ 10.7%), чем было во время предыдущей переписи проводившейся в 2010 году (2217 человек).

## История
Спенсер был основан в 1820 году и назван в честь капитана Спайера Спенсера, павшего в битве при Типпекану. Первое отделение Почтовой службы США было открыто в Спенсере в 1821 году.
Несколько архитектурных объектов города (включая дом Эллисон-Робинсон, дом Дэвида Эноха Бима, здание суда округа Оуэн, публичную библиотеку, ратушу и пожарную станцию города) включены в Национальный реестр исторических мест США.
В городе проводятся фестивали яблочного масла и христианской музыки.

## География
Согласно данным Бюро переписи населения США от 2010 года, общая площадь Спенсера составляет 1,26 квадратных мили (3,26 км2), вся эта территория представляет собой сушу.

## Климат
Климат в этой области характеризуется жарким влажным летом и, как правило, мягкой или прохладной зимой. Согласно системе классификации климатов Кёппена, в Спенсере влажный субтропический климат, на климатических картах обозначаемый аббревиатурой «Cfa».